# Streichholz (Gerät)
Das Streichholz war ein Handgerät und diente zum Glätten von in Formen oder Gefäßen eingefüllte Stoffe auf Höhe des Gefäß- oder Formenrandes glatt zu streichen, um eine vorgegebene maximale und wiederholbare Formfüllung zu erreichen.
Dazu verwendete man ein Holzstück von verzugsschwachen abriebfesten Holzarten von festgelegter Form und Größe. Im Handel mit Waren nach alten Maßen und Gewichten war das Streichholz beispielsweise für den Himten lattenförmig von einem halben Zoll Dicke und drei Zoll Breite. Beim Sester oder Doppelsester waren die Streichhölzer zwei Zoll breit und ¾ Zoll dick und zwischen 16 und 18 Zoll lang. Mittig waren auf zwei Seiten eine Hohlkehle von etwa ⅔ Zoll Breite eingearbeitet.
Das Streichholz für Getreidegemäß nach der Verordnung vom 2. November 1821 für den österreichischen
- Metzen oder Halben Metzen musste die Länge 2 Fuß plus 4 Zoll und die Breite von 4 ½ Linien betragen
- Becher die Länge 5 ½ Zoll und 1 ½ Linien breit sein.[2]

Alle Streichhölzer sollten 4 Zoll hoch sein.
Die Handhabung erfolgte durch sägeartige Bewegung auf dem Rand über die Form. Zuvor wurde das Gut durch den Einschlag mit dem Streichholz und anschließendem hartem Aufstellen, dem Aufschlag, verdichtet. Die Verwendung war das Glattstreichen von feinen Schüttgütern, wie beispielsweise Getreide, Mehl, andere Samen und weitere Waren, deren Handel nur in gestrichener Weise verkauft werden durften. Der Gegensatz war gehäuft. Das war bei groben Waren nicht anders machbar.
Eine bekannte Verwendung war das Abstreichen über den Formrand überschüssiger Lehmmenge von der Ziegelform bei der manuellen Ziegelherstellung. Eine Erneuerung des Streichholzes wurde bei 4000 Ziegel notwendig.